# 劉吉內閣
劉吉內閣成立於成化二十三年十月二十一日（1487年11月6日），結束於弘治五年八月五日（1492年8月27日）。是明孝宗統治下的第一個內閣，由時任少保兼太子太傅劉吉組閣。
劉吉內閣任內，為了防止言官的批評攻擊，因而提拔許多言官，如賀欽、強珍等數十人，作為攏絡手段；但是還是有人不領情，還是不斷批評，如林俊、張升、曹璘、歐陽旦、方向、陳嵩等。劉吉針對這些，非常氣憤，於是與太監蔣琮合作，驅逐了許多大臣、御史。之後，中外側目，言者就漸漸不敢批評。
弘治五年八月五日，孝宗欲封后弟為伯爵，命令劉吉撰編誥券，以便冊封。劉吉卻說一定要先封二太后家子弟之後才可，惹得孝宗不悅，遣中官太監到他家，暗示他致仕辭官，當月五日，劉吉上章引退；同日由次輔徐溥繼任內閣首輔。

## 組閣過程
成化二十三年八月二十二日（1487年9月9日），明憲宗駕崩，九月六日（9月22日），皇太子朱祐樘即位為孝宗。孝宗登基後，重新任免內閣官員：十月二十一日罷首輔萬安，以次輔劉吉繼任；十月二十七日（11月12日），召吏部左侍郎徐溥入閣，充任次輔；十一月十八日（12月2日），令大學士尹直去職；十一月二十日（12月4日），召禮部右侍郎劉健入閣，劉吉內閣遂正式成形。

## 內閣成員
| 職位   | 姓名 | 備注                   |
| ------ | ---- | ---------------------- |
| 首輔   | 劉吉 | 萬安內閣續任           |
| 次輔   | 徐溥 |                        |
| 大學士 | 劉健 |                        |
| 大學士 | 丘濬 | 弘治四年（1491年）入閣 |